# 손빈아
손빈아(1992년 12월 29일 ~)는 대한민국의 가수, 음악가이다. 2018년 1집 앨범 [다듬이/사랑해 당신]으로 데뷔했다.

## 방송

### 고정 출연
- 최애 엔터테인먼트 (2020) - Top12
- 히든싱어 6 (2020) - 설운도편 6위
- 내일은 미스터트롯 (2020) - Top101
- 트롯신이 떴다 2 (2020) - Top6(4위) 최고성적 1위
- 미스터트롯2 - 새로운 전설의 시작 (2022) - Top73
- 미스터트롯3 (2024) - 선
- 미스터트롯3 갈라쇼 (2025)
- 사랑의 콜센타 세븐스타즈 (2025)

### 게스트 출연
- 화요일은 밤이 좋아 - 게스트
- 미스터로또 - 게스트
- 미운 우리 새끼 - 게스트

## 음반

### 앨범
- 다듬이/사랑해 당신 (2018)
- 손빈아 싱글 2집 (2021)
- 집에 가는 길 (2021)
- 산 사나이 (2024)
- 아이러니 (2024)

### 컴필레이션
- 트롯신이 떴다2-라스트찬스 음원 발매
  - [트롯신이 떴다2-라스트찬스] 5 Round Part.1 (2020)
  - [트롯신이 떴다2-라스트찬스] Final Stage (2020)

- 미스터트롯2 음원 발매
  - 너 말이야 (현역부A1)

- 미스터트롯3 음원 발매
  - 가버린 사랑 (현역부 X조)
  - 꿈속의 사랑 (현역부 2조)
  - 망모 (1:1 데스메치)
  - 사랑아[3] (메들리 팀미션)
  - 내가 바보야 (준결승 1차전 1라운드)
  - 수선화 (준결승 1차전 2라운드)
  - 마지막 잎새 (준결승 2차전 2라운드)
  - 연모 (결승전)
  - 땡큐 (갈라쇼 신곡 미션)

## 공연 및 행사

### 콘서트
- 랜선 트롯 콘서트 고향길 (2021)
- 휴 콘서트 - 사천 (2021)

### 행사
- 미스터트롯3 콘서트 행사
  - 서울: 2025년 3월 29일(토) ~ 30일(일), 올림픽공원 핸드볼경기장
  - 진주: 2025년 4월 12일(토) ~ 13일(일), 진주실내체육관
  - 부산: 2025년 4월 19일(토) ~ 20일(일), 벡스코 오디토리움
  - 대구: 2025년 5월 3일(토) ~ 4일(일), 대구 엑스코 동관
  - 광주: 2025년 5월 10일(토) ~ 11일(일), 김대중컨벤션센터 다목적홀
  - 성남: 2025년 5월 17일(토) ~ 18일(일), 성남아트센터 오페라하우스
  - 청주: 2025년 5월 24일(토) ~ 25일(일), 청주대학교 석우문화체육관
  - 인천: 2025년 5월 31일(토) ~ 6월 1일(일), 송도컨벤시아 4홀
  - 창원: 2025년 6월 21일(토) ~ 22일(일), 창원컨벤션센터
  - 전주: 2025년 6월 28일(토) ~ 29일(일), 한국소리문화의전당 모악당
  - 강릉: 2025년 7월 5일(토) ~ 6일(일), 세바스티아노스 스포츠센터
  - 대전: 2025년 7월 12일(토) ~ 13일(일), 대전컨벤션센터 제 2전시장
  - 수원: 2025년 7월 19일(토) ~ 20일(일), 경희대 국제캠퍼스 선승관
  - 부천: 2025년 7월 26일(토) ~ 27일(일),부천실내체육관
  - 포항: 2025년 8월 17일(일),포항실내체육관

## 수상
- 제 9회 청소년 트로트 가요제 대상 (2017)
- SBS 트롯신이 떴다 TOP4 (2020)

## 경력
- 하동군 홍보대사 (2021)
- 하동세계차엑스포 홍보대사 (2021)
- 한복문화주간 진주 홍보모델
- 대한민국 가수 최초 백두대간 완주 (2022)

## 여담
- 같은 트로트 가수 손빈[4]과 혼돈을 겪는 팬들이 많으나, 전혀 관련 없는 사이다. 공교롭게 두 명 모두 미스터트롯3에 출연하였다.[5]

- 프로필에 기재된대로 본명이 손용빈이며, 미스터트롯 3에 동반 출연한 김용빈과 함께 두 용빈 혹은 투용빈이라고 불린다.[6] 그리고 그 둘이 진과 선이 되었다.

- 내일은 시리즈의 징크스대로 히든싱어 모창능력자 출신의 최종 선으로 등극했다.[7]

- 정서주에 이어 2번째로 미스트롯, 미스터트롯에서 모든 경연을 진, 선, 미에 랭크되었다.[8] 그리고 결승전에서 마스터 점수 만점을 받는 기염을 토해내기도 했다.

- 추혁진에게 묻힌 감이 있고 시즌 1에서는 통편집이 되어 잘 모르는 사람들이 많지만 시즌 1에도 현역부 B조로 참가했다.[9]즉 미스터트롯 1, 2, 3 모두 출연해서 선을 차지하는 성과를 낸 것이다.

- 본선 1차전에서 현역부의 팀을 본인이 편성했다고 하며, 본인과 같은 현역부 2조 팀이 된 멤버인 김용빈, 춘길, 추혁진 모두 TOP7에 등극하여 노래실력도 소름인데 캐스팅 역시 일가견이 있다는 평을 받고 있다.[10][11]

- 트로트 가수가 되기 전에는 락을 했었다고 한다. 미스터트롯 2 본선 1차전 합숙 자리에 첫날에 개인 사정으로 불참하였고, 당시 같은 팀 멤버였던 안성훈, 노지훈, 송민준이 락과는 거리가 멀어 걱정하고 있던 와중에 본인이 락을 해봐서 잘 안다고 말한 바 있으며 정작 무대에서 너무 트로트 보다 락 풍이 느껴지는 탓에 탈락하기도 했다.[12]

- 매운 움식을 못 먹는다고 한다.

- 얼굴이 노안얼굴은 아니지만 정통 트롯을 추구하는 이미지가 강하고 헤어스타일도 트로트에 맞게 꾸미다 보니 성숙한 이미지를 가졌다는 평을 듣는다. 또한 위에 기재한 내용과 같이 김용빈과 동갑 친구라고 비유했을때는 김용빈이 동안이다보니 놀라는 팬들이 많다.